# Avenida Brasil
W niewoli przeszłości (org. Avenida Brasil) – brazylijska telenowela z 2012. Napisana przez João Emanuel Carneiro, w reżyserii Ricarda Waddingtona.

## Emisja
W języku polskim telenowela zadebiutowała 21 stycznia 2014 na kanale dla Polaków za granicą iTVN, a na terytorium Polski 15 grudnia 2014 w serwisie Player. W obu przypadkach emisja odbywała się pod tytułem W niewoli przeszłości. Od 25 stycznia 2016 telenowela emitowana jest przez stację Polo TV. Od 14 marca 2016 po wyemitowaniu 35 odcinków rozpoczęto emisję od początku, którą zakończono 15 grudnia 2016. Od 9 listopada 2016 emisja odbywa się także na kanale Nowa TV. W obu stacjach telenowela emitowana jest pod tytułem Avenida Brasil - Zranione uczucia.

## Obsada
- Murilo Benício jako Tufão (Jorge Araújo)
- Marcello Novaes jako Max (Maxwell Oliveira)
- Adriana Esteves jako Carminha (Carmem Lúcia Moreira de Araújo)
- Eliane Giardini jako Muricy Araújo
- Letícia Isnard jako Ivana Araújo
- Heloísa Perissé jako Monalisa Barbosa
- Débora Falabella jako Nina García Hernández/Rita Fonseca de Souza
- Alexandre Borges jako Cadinho (Carlos Eduardo de Souza Queirós)
- Fabíula Nascimento jako Olenka Cabral
- Marcos Caruso jako Leleco Araújo
- Cauã Reymond jako Jorginho (Jorge de Souza Araújo)
- Ailton Graça jako Paulo Silas
- Débora Bloch jako Vêronica Magalhães Queirós
- Bruno Gissoni jako Iran Barbosa
- Juliano Cazarré jako Adauto
- Nathalia Dill jako Débora Magalhães Queirós
- Cláudia Missura jako Janaína
- Otávio Augusto jako Diógenes
- Ísis Valverde jako Suelen
- Débora Nascimento jako Tessália
- Vera Holtz jako Lucinda
- Camila Morgado jako Noêmia Buarque
- Daniel Rocha jako Roniquito
- Thiago Martins jako Leandro
- Cacau Protásio jako Zezé
- José Loreto jako Darkson
- Carolina Ferraz jako Alexia Bragança
- José de Abreu jako Nilo
- Ronny Kriwat jako Tomás Buarque
- Luana Martau jako Beverly
- Emiliano D'Ávila jako Lúcio
- Ana Karolina Lannes jako Ágata Araújo
- Felipe Abib jako Jimmy Bastos
- Mel Maia jako Młoda Rita
- Bianca Comparato jako Betânia
- Marcella Valente jako Renata
- Jean Pierre Noher jako Martin Hernandez
- Patrícia Dejesus jako Jéssica
- Tony Ramos jako Genésio Fonseca Souza
- Caroline Abras jako Begônia Garcia
- Paula Burlamaqui jako Dolores Neiva (Soninha Catatau)
- Betty Faria jako Pilar Bragança
- Juca de Oliveira jako Santiago
- Rita Guedes jako Nicole